# Жансугуровський сільський округ
Жансугу́ровський сільський округ (каз. Жансугіров ауылдық округі, рос. Жансугуровский сельский округ) — адміністративна одиниця у складі Аксуського району Жетисуської області Казахстану. Адміністративний центр — село Жансугуров.
Населення — 11421 особа (2021; 9774 у 2009, 10648 у 1999, 15187 у 1989).
Станом на 1989 рік існувала Джансугуровська селищна рада (смт Джансугуров, села Каракемір, Кокузек). 2013 року Жансугуровська селищна адміністрація перетворена в сільський округ.

## Склад
До складу адміністрації входять такі населені пункти:
| Населений пункт  | Населення, осіб (1989) | Населення, осіб (1999) | Населення, осіб (2009) | Населення, осіб (2021) |
| ---------------- | ---------------------- | ---------------------- | ---------------------- | ---------------------- |
| Алтинарик, село  | 1293                   | 822                    | 705                    | 653                    |
| Жансугуров, село | 12454                  | 8830                   | 8288                   | 10024                  |
| Кокозек, село    | 1440                   | 996                    | 781                    | 744                    |